# Паренти (Козенца)
Паренти (итал. Parenti) је насеље у Италији у округу Козенца, региону Калабрија.
Према процени из 2011. у насељу је живело 1546 становника. Насеље се налази на надморској висини од 849 м.

## Становништво
Према резултатима пописа становништва 2011. у општини је живело 2.249 становника.
| 1931. | 1936. | 1951. | 1961. | 1971. | 1981. | 1991. | 2001. | 2011. |
| ----- | ----- | ----- | ----- | ----- | ----- | ----- | ----- | ----- |
| 2.234 | 2.355 | 2.959 | 2.839 | 2.254 | 2.265 | 2.244 | 2.328 | 2.249 |